# Rajon Werchnjadswinsk

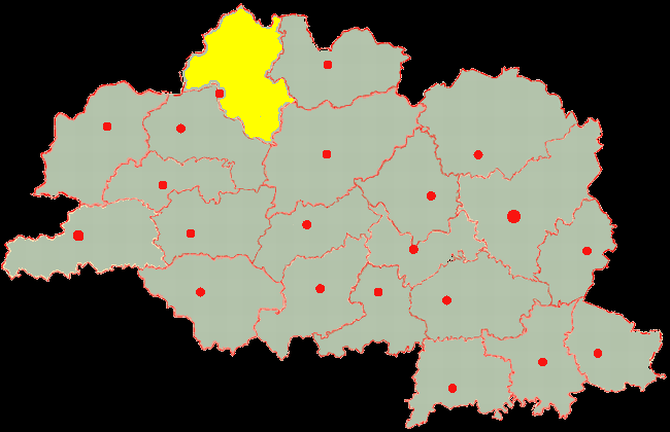
Rajon Werchnjadswinsk, Karte

Der Rajon Werchnjadswinsk (belarussisch Верхнядзвінскі раён; russisch Верхнедвинский район) ist eine Verwaltungseinheit in der Wizebskaja Woblasz in Belarus mit dem administrativen Zentrum in der Stadt Werchnjadswinsk. Der Rajon hat eine Fläche von 2140 km² und umfasst 263 Ortschaften.

## Geographie
Der Rajon Werchnjadswinsk liegt im Nordwesten der Wizebskaja Woblasz. Die Nachbarrajone sind im Osten Rassony, im Südosten Polazk und im Südwesten Miory.